# Równina Górnozejska
Równina Górnozejska (ros.: Верхнезейская равнина, Wierchnieziejskaja rawnina) – wyżynna równina w azjatyckiej części Rosji, w północnej części Przyamurza, między Tukuringrą i Dżagdami na południu a Pasmem Stanowym na północy, w górnym biegu Zei. Rozciąga się na długości ok. 300 km i wznosi się średnio na wysokość 500 m n.p.m. Zbudowana jest z neogenicznych i czwartorzędowych osadów jeziornych oraz rzecznych. Leży w strefie surowego klimatu kontynentalnego; średnia roczna suma opadów wynosi 500–600 mm (największe opady w lecie). Występują bagna i wieczna zmarzlina. Dominuje tajga modrzewiowa.